# Caloenas maculata
Caloenas maculata е изчезнал вид птица от семейство Гълъбови (Columbidae).

## Разпространение
Видът е бил разпространен вероятно на остров някъде в южната част на Тихия океан или в Индийския океан.